# Gnetum leyboldii
Gnetum leyboldii Tul. – gatunek rośliny z rodziny gniotowatych (Gnetaceae Blume). Występuje naturalnie w Kostaryce, Panamie, Kolumbii, Wenezueli, Gujanie, Surinamie, Gujanie Francuskiej, Ekwadorze, Peru oraz Brazylii. 

## Morfologia
PokrójWiecznie zielone, zdrewniałe liany. Pędy są nagie, silnie rozgałęzione, poskręcane, zazwyczaj szeroko rozprzestrzenione na jednym dużym drzewie. Może osiągać baldachim lasu – ponad 30 m wysokości. Pień przy gruncie osiąga 15–20 cm średnicy, jest gruby, niespękany, z pogrubionymi węzłami.
LiścieUlistnienie jest naprzeciwległe lub nakrzyżległe. Mają kształt od równowąskiego do szeroko jajowatego. Mierzą 9–15 cm długości i 4–10 cm szerokości. Są skórzaste. Blaszka liściowa jest nieco zawinięta na brzegu, o zaokrąglonej nasadzie i ostrym lub krótko spiczastym wierzchołku. Ogonek liściowy jest nagi i dorasta do 5–10 mm długości.
KwiatyKwiatostany męskie rozwijają się w kątach pędów lub na ich szczytach, są pojedyncze lub podwójnie rozgałęzione. Oś szyszki ma od jednej do czterech warstw, każda o długości 1–4 cm, i jest zakończona 2 małymi, naprzeciwległymi, zrośniętymi łuskami o ostrych wierzchołkach, gęsto pokryte małymi włoskami. Mają od 2 do 9 okółków pojedynczych strobili o zielonkawo-brązowej barwie i 10–18 mm długości oraz 3 mm szerokości, ich łodygi smukłe o długości 5–10 mm. Kwiaty męskie są liczne, ułożone w 6 lub 7 spiralach, są oddalone od siebie o 1–2,5 mm. Okwiat ma odwrotnie stożkowaty kształt i brązowawą barwę, jest kanciasty, mierzy 0,8 mm długości i 0,3 mm szerokości. Pręciki są wolne, dorastają do 1,2 mm długości, z dwoma mikrosporangiami. Kwiatostany żeńskie są mniejsze i bardziej zredukowane niż męskie. Strobile są pojedyncze lub z jednym rozgałęzieniem, główną oś składa się z 3–5 warstw, każda zakończona dwoma naprzeciwległymi łuskami o spiczastym wierzchołku. 5 kwiatów żeńskich jest ułożonych spiralnie, są gęsto pokryte włoskami. słupki mają niemal kulisty kształt i brązowożółtą barwę, dorastają do 0,5 mm wysokości i szerokości, mają 1 zalążek (większość szybko przestaje być płodna).
NasionaJako roślina nagonasienna nie wykształca owoców. Międzywęźla mają 5–30 mm długości i około 2 mm szerokości. Są pogrubione przy węzłach. Dojrzałe nasiona mają podłużny kształt, mierzą 4,5–5 cm długości i około 2 cm szerokości, są zaokrąglone przy wierzchołku, lecz gdy wyschną staje się on spiczasty. Mają czerwoną barwę.

## Biologia i ekologia
Roślina dwupienna. Rośnie w wiecznie zielonych lasach. Występuje do 500 m n.p.m.
Okazy kwitnące podczas pory suchej rozwijają dojrzałe nasiona w lipcu lub sierpniu, natomiast te kwitnące podczas pory deszczowej produkują nasiona na początku pory suchej. Istnieją przesłanki, że pojedyncze osobniki mogą kwitnąć dwa razy w roku. Nasiona są prawdopodobnie rozprowadzane przez ssaki. Prawdopodobnie żywi się nimi kapucynka czarnobiała.